# Cryptops lamprethus
Cryptops lamprethus är en mångfotingart som beskrevs av Chamberlin 1920. Cryptops lamprethus ingår i släktet Cryptops och familjen Cryptopidae. Inga underarter finns listade i Catalogue of Life.